# Печењани
Печењани (слч. Pečeňany) насељено је мјесто са административним статусом сеоске општине (слч. obec) у округу Бановце на Бебрави, у Тренчинском крају, Словачка Република.

## Становништво
| Година:    | 1994. | 2004.   | 2014.   | 2024.    |
| ---------- | ----- | ------- | ------- | -------- |
| Број људи: | 465   | 469     | 450     | 545      |
| Разлика:   |       | +0,86 % | -4,05 % | +21,11 % |

| Година:    | 2023. | 2024.   |
| ---------- | ----- | ------- |
| Број људи: | 541   | 545     |
| Разлика:   |       | +0,73 % |

Према подацима о броју становника из 2011. године насеље је имало 443 становника.